# Iginio Balderi
Iginio Balderi (Pietrasanta, 14 settembre 1934 – Milano, 3 novembre 2005) è stato uno scultore italiano che operò tra la seconda metà del Novecento e i primi anni del Duemila.

## Biografia

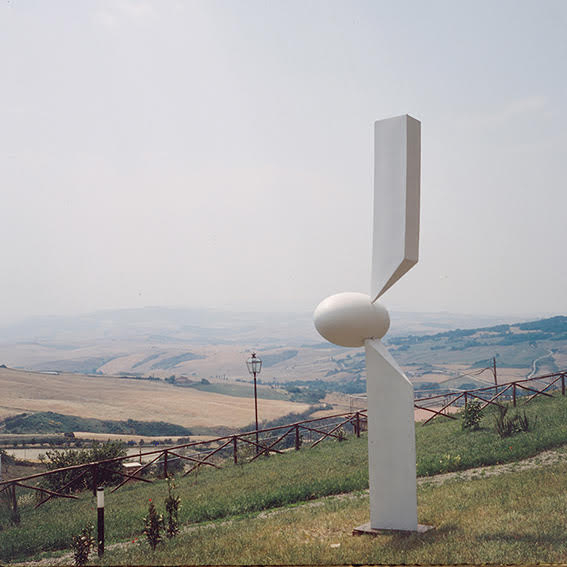
d6 - Iginio Balderi

Iginio Balderi nasce nel 1934 a Pietrasanta (LU) da una famiglia proprietaria di un laboratorio di marmo. Dopo gli studi al Liceo Artistico a Carrara, continua il percorso all’Accademia di belle arti di Brera frequentando i corsi insieme a Bobo Piccoli, Kengiro Azuma, Alik Cavaliere e Giancarlo Sangregorio, qui si diploma nel 1959 come allievo di Marino Marini.
In seguito vive a Parigi dove prosegue i suoi studi accademici presso la École des beaux-arts; nel 1962 riceve una borsa di studio per l'Accademia D'Arte di Amsterdam e si trasferisce per sei mesi nei Paesi Bassi. Successivamente, rientrato a Milano, inizia il suo percorso artistico confrontandosi con agli amici Giò Pomodoro, Mauro Staccioli, Enrico Castellani, Mario Benedetti, Pino di Gennaro, Vittorio Di Muzio e di quanti in quagli anni frequentano il Bar Jamaica dove conosce l’artista Conny Van Kasteel che diverrà successivamente sua moglie.
Viene nominato insegnante di materie plastiche al liceo artistico e parallelamente intraprende la sua ricerca artistica sulle Colonne  che verranno esposte, insieme alla serie Dimensioni, nel 1963 presso la Galleria Minima di Milano. Due anni più tardi allestisce alla Galleria dell'Ariete a Milano le sue Colonne alte tre metri che nel frattempo ha fuso in bronzo e che ha già esposto l’anno prima alla mostra internazionale di Scultura "Keukenhof 1964" nei Paesi Bassi.
L’anno successivo Balderi espone le sue opere monumentali presso i giardini dello Stedelijk Museum di Amsterdam, nel testo del catalogo Franco Russoli diceva:
Nel 1965 partecipa alla Quadriennale di Roma e alla Biennale Middelheim di Anversa. Lo stesso anno è selezionato da Beatrice Monti della Corte per esporre presso la sua Galleria dell’Ariete di Milano per una personale curata da Gillo Dorfles, che definirà le sue opere “astratte e organiche a un tempo”:
(Gillo Dorfles)

## Il percorso artistico

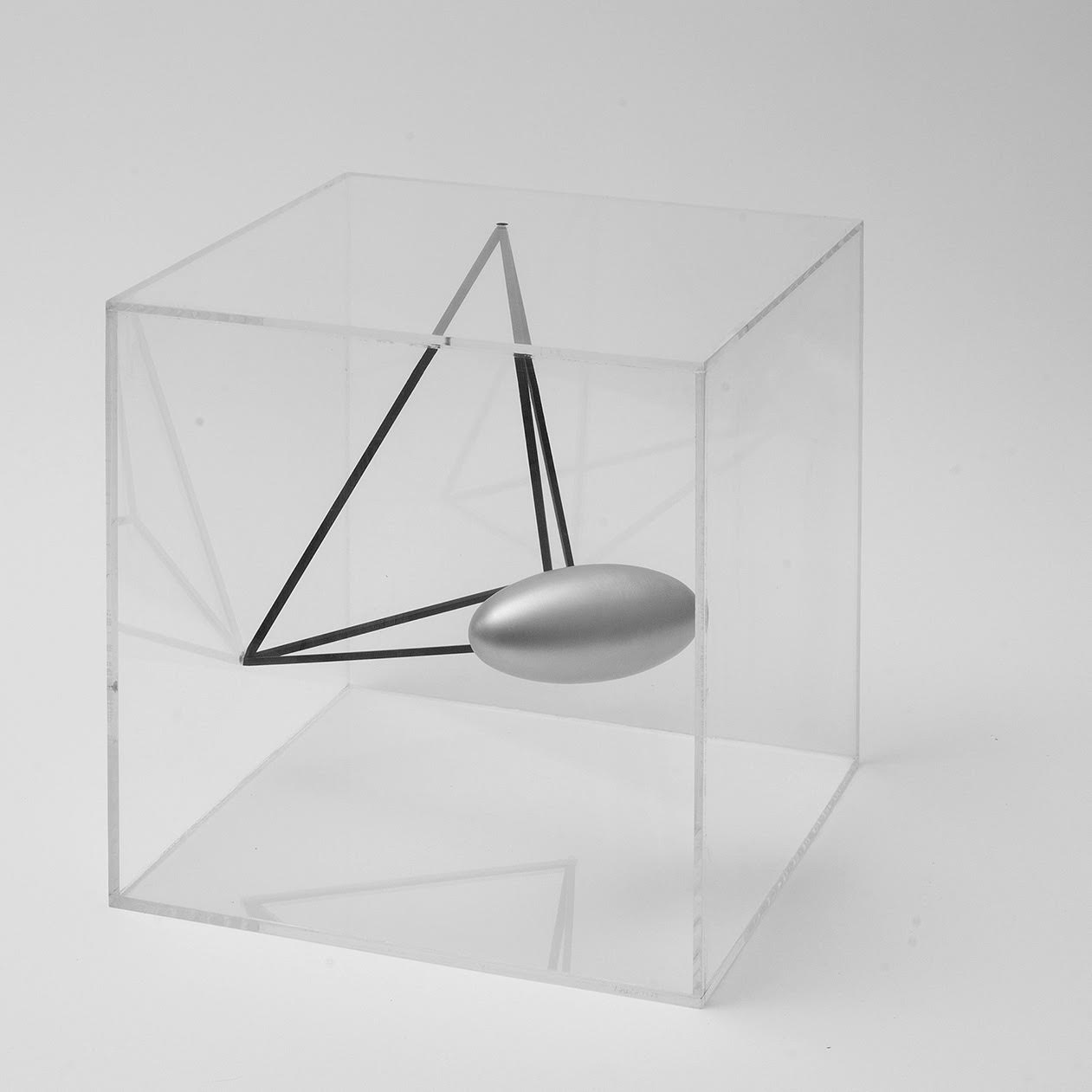
Iginio Balderi - Sospensioni -(Dimensioni) - 1978 - cm 40x40x25 - plexiglas alluminio

I lavori di Balderi di quegli anni hanno come obiettivo la materia plastica libera da ogni significato aneddotico; ne sono un esempio una serie di lavori fortemente allineati agli elementi naturali nella forma come Eptatlon, Penati, Le Cariti, Le tre Grazie, Le tre Parole e La tavola degli dei. Balderi subisce il clima artistico milanese determinato da figure amiche come Lucio Fontana e Umberto Milani e negli anni successivi si dedica allo studio della forma e della geometria euclidea rappresentando la tensione determinata dal contatto tra le forme che studia di più: l’uovo e il prisma.
In questi anni intreccia rapporti di lavoro con altri artisti come Giancarlo Marchese, Giacomo Benevelli, Lucio Del Pezzo, Antonio Calderara e Umberto Mariani. Negli anni ‘70 si dedica a grandi installazioni ambientali realizzate in vetroresina e acciaio, che verniciate venivano rese candide, bianche, perfette. Nel 1973 partecipa alla collettiva “Volterra 73. Sculture. Ambientazioni. Visualizzazioni. Progettazione per l'alabastro. Problemi del centro storico” curata da Enrico Crispolti, dove espone anche l’opera monumentale Tavola degli dei che fu poi collocata temporaneamente nei giardini pubblici di Milano nel 1975. In questi anni collabora al progetto Operazione Arcevia, comunità esistenziale curata da Italo Bartoletti, Enrico Crispolti, Antonio Miotto, Ico Parisi, Pierre Restany che verrà esposto in mostra itinerante a Milano, Roma, Parigi, Como culminando con la Biennale di Venezia nel 1976. Di questo periodo sintomatiche sono Le sette variazioni di un tema che vengono esposte nel 1974 al Stedelijk Museum ad Amsterdam, al Museo d'Ixelles a Bruxelles e nel Lehmbruck-Museum a Duisburg.
Grazie queste esposizioni intreccia amicizie e collaborazioni internazionali con gli artisti Jean Coquelet, Antonie Sas e Ernst Hesse; al rientro nel suo studio di Milano per creare una serie di costruzioni in metallo messe in scatole di plexiglas sigillate o in scatole di legno aperte su due lati. Le sue opere si trovano presso importanti istituzioni come la Fondazione Antonio e Carmela Calderara, il Museo dei Bozzetti di Pietrasanta, il Museum voor Schone Kunsten a Bruxelles, il Dallas Museum of Art, il Lehmbruck-Museum di Duisburg e presso il parco del Museo Kranenburgh di Bergen.
Negli anni successivi dal vetroresina passerà, al bronzo, al plexiglas e ad altri materiali come il marmo di cui è abile nella lavorazione poiché appresa in gioventù a Carrara: qui si rintraccia maggiormente la chiarezza del gioco sinuoso delle linee e degli angoli. In questo periodo, nell'evoluzione del suo percorso artistico, entra l’elemento della spirale con le opere Città e sparisce la figura dell’uovo (che tornerà nel 1990 in Esonartece unendo l'uovo, la colonna ed il movimento della spirale).

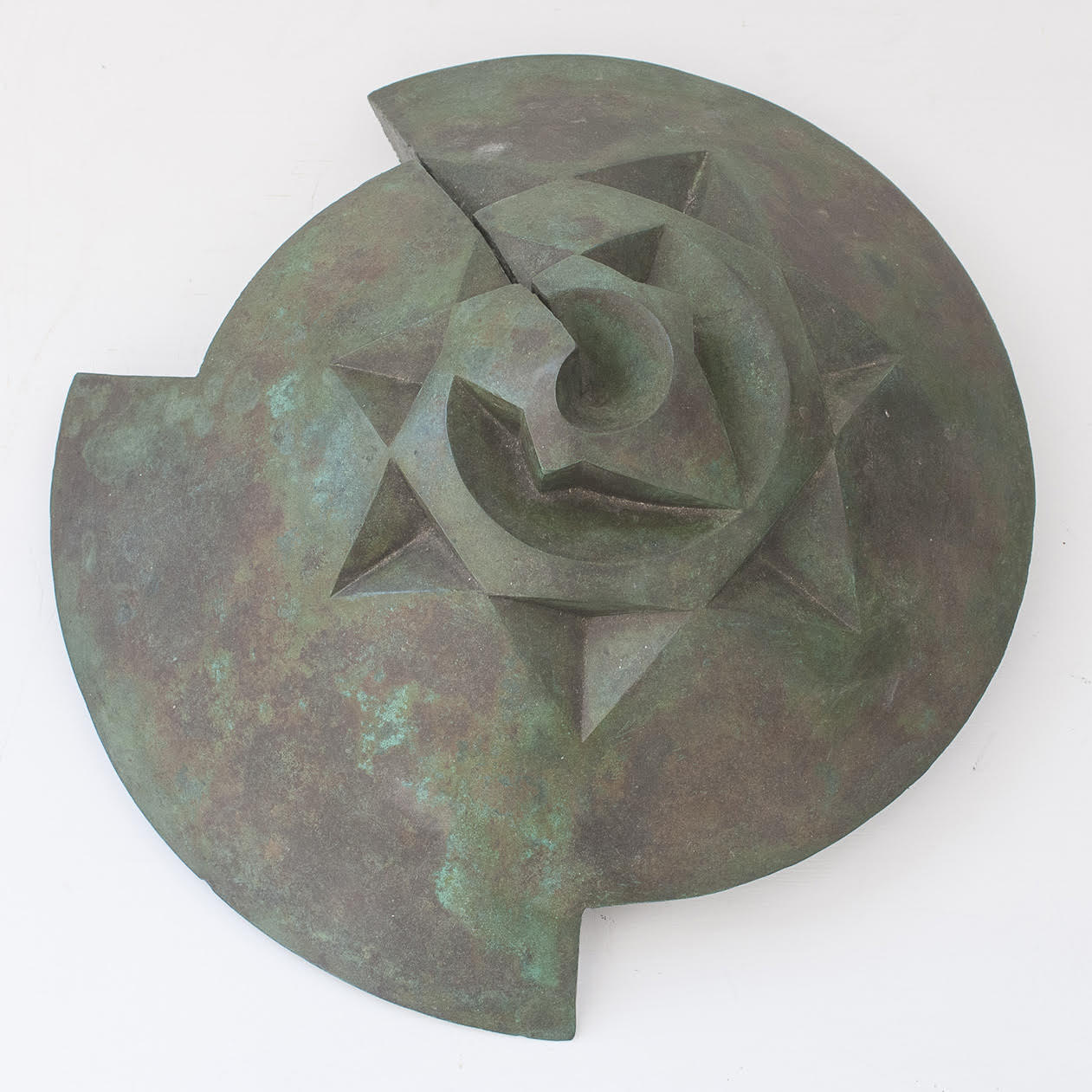
Spirale - 1982 - bronzo cm 52x31 h14

L'Uovo, la Spirale, la Città sono emblemi che parlano di una ricerca metafisica, allegoria e nodo dinamico nella storia dell’uomo che consente metaforici riferimenti alla variabilità e alla metamorfosi dei fenomeni naturali e storici.
Agli inizi degli anni '80, la produzione dell'artista ha come motivo dominante la spirale logaritmica che, come afferma il noto critico Luciano Caramel:
Nel 1989 espone le sue opere in una collettiva Percorso della Scultura che si snoda nel luoghi pubblici di Milano. Nel 1994 la sua città natale, Pietrasanta, gli dedica una mostra personale curata da Enrico Crispolti che parla di «un'idea plastica portata laboriosamente a chiarezza; a istituzione dunque d'un linguaggio plastico consapevolmente calibratissimo». Una volta in pensione dall’insegnamento, Balderi si ritira a Egmond (Paesi Bassi), anche se continuerà a frequentare l’Italia e l’amata Versilia.

## Opere importanti
- Omaggio a Lucio Fontana e Penati, 1975, Vacciago di Ameno(NO) Fondazione Calderara
- Esonartece III , 1998, Origgio(MI) ,Parco sculture cittadino
- Le Cariti, 1984, Comacchio(FE), Casa museo Remo Brindisi
- D3, 1970, Portofino(GE), Centro Internazionale di Scultura all'aperto
- Annibale, 1985, Tuoro sul Trasimeno(PG), Campo del Sole

## Mostre personali
- 1962 – Galleria Minima – Milano
- 1963 - Galleria Minima - Milano
- 1965 - Galleria dell'Ariete - Milano
- 1969 - Galleria Pagani - Galleria dell'Ariete - Galleria dell'artista - Milano
- 1972 - Circolo Artistico Culturale - Ortisei
- Galleria UXA - Novara
- 1974 - Stedelijk Museum - Galerie Balans - Amsterdam
- Galleria Becchi - Milano
- Musée d'Ixelles - Bruxelles
- Museumder Stadt - Duisburg
- 1975 - Galria Micha - Bruxelles
- 1975 - Sculture nel centro storico - Castiglione Olona
- Galleria Forum - Trieste
- Intervento negli spazi urbani della TOR
- Cucherna - Trieste
- Galerie Nouvelles Images - Den Haag
- 1978 - Galerie Numaga - Auvernier
- Galerie Schoeller - Dusseldorf
- Galleria Stendhal - Milano
- Galleria La Colonna - Como
- 1982 - Galerie La-Citè - Lussemburgo
- Galerie Numaga - Auvenier
- Galerie Numaga II - Svizzera
- Studi D'Ars - Milano
- 1983 - Banco S. Spirito - Milano
- 1984 - Galleria Comunale d'Arte Moderna - Forte dei Marmi
- Pulitzen Art Gallery - Amsterdam
- 1985 - Sculture Bottega del Quadro - Bergamo
- 1989 - Sculture come attori teatro fuori dalla piazza - Monticchiello
- Percorso della scultura - C.so Vittorio Emanuele - Milano
- 1990 - Scultura alla Villa Reale di Monza, Ipotesi di Musei Civici per Otto Sculture Contemporanee - Monza
- Sculture Bottega del Quadro - Bergamo
- 1992 - Iginio Balderi, Palazzo Sertoli, Sondrio
- 1994 - Chiostro di S. Agostino, Pietrasanta

## Mostre collettive
- 1959 - Biennale di Milano
- Brera 59 - Galleria dei Re Magi - Milano
- 1960 - 8 Giovani Artisti - Galleria Spotorno - Milano
- 1962 - III Biennale di Scultura - Carrara
- 1963 - Mostra Internazionale di Scultura Contemporanea - Milano
- 1964 - Keukenhof 1964 - Paesi Bassi
- Il Bozzetto degli Scultori di Milano - Milano
- 50 Disegni di 50 Scultori - Galleria del Mulino - Milano
- 1965 - VIII Biennale Middelheim - Anversa
- IX Quadriennale Nazionale d'Arte di Roma - Roma
- Il Piccolo Argento - Galleria il Cenobio - Milano
- La Casa Abitata - Palazzo Strozzi - Firenze
- Biennale degli Interni d'Oggi - Firenze
- Nuova Ricerca Visiva in Italia - Galleria Milano - Milano
- 1966 - VI Internacional Annali Porek Romanika Kuca - Museo d'arte moderna Pagani - Legnano
- Quadriennale di Roma - Roma
- 1968 - La Scultura, il Giardino, Sanremo - Sanremo
- Mostra d'Arti Figurative - Alessandria
- Mostra Internazionale del Bronzetto - Padova
- 1969 - Biennale Internazionale di Scultura - Carrara
- Premio "Città di Alessandria" - Palazzo Cuttica di Cassine - Alessandria
- 1970 - La Scultura e la Campagna - Seregno
- Jeux de Blancs - Bruxelles
- Il Rapporto Naturale - Novara
- Intesa e Protesta nella Segnaletica - Soncino
- 1971 - Rapporto Naturale II - Mostra di Scultura all'Aperto Meridiana"
- La Bianco e Bianco - Galleria UXA - Novara
- 1972 - XXVII Salon de Mai - Parigi
- 7 Scultori Milanesi - Centro Stecca - Milano
- III Mostra Internazionale di Scultura all'Aperto - Legnano
- 1973 - Scultura nella Città - Parma
- Sculture all'Aperto - Belgrado
- Volterra '73 - Volterra
- Simposium Arandjelovac - Serbia
- X Biennale Middelheim - Anversa
- 1974 - Salon de Mai - Parigi
- Pallanza 1974 - Pallanza
- 1975 - Scultori d'Oggi al Festival dell'Unità - Milano
- Biennale Internazionale del Bronzetto - Padova
- Scultura + Campagna = Habitat Naturale - Cadorago
- Arte Fiori e Musica nel Centro Storico di Varese - Varese
- Galleria 72 - Rassegna d'Arte Contemporanea - Bergamo
- ArteFiera - Bologna
- 1976 - ArteFiera - Bologna
- Operazione Arcevia : Comunità Esistenziale - Biennale Internazionale d'Arte – Venezia
- 1977 - Didattica 2: Perchè e Come - Modigliana
- 1978 - Biblioteca Civica - Cologno Monzese
- Campo Aperto: Antologia di Scultura - Giussano
- 1979 - Biennale Internazionale del Bronzetto - Padova
- 5 Scultori - Pomerio
- Immagini e Strutture del Ferro e dell'Acciaio - San Marino
- Forma e Materia nella Scultura - Galleria d'Arte Forum - Trieste
- 1980 - VII Foire d'Art Actuel - Bruxelles
- Van Rationalen in der Kunst - Leverkusen
- Rondottonta - Sesto San Giovanni
- Collegio Cairoli - Pavia
- 30 Anni d'Arte Italiana '50-'80 ' - Villa Manzoni - Lecco
- 1981 - Lombardia Vent'Anni Dopo - Pavia
- "Deserto : Aspetti della Condizione Umana Attraverso l'Arte - Bergamo
- Scultura Marmo Lavoro - Triennale Internazionale '81 - Carrara
- Scultori e Artigiani in un Centro Storico - Pietrasanta
- Große Düsseldorfer Kunstausstellung - Düsseldorf
- 1982 - Scultura Oggi - Voghera
- Da Marino Marini 25 Anni Dopo Ponte delle Gabelle - Milano
- 1984 - Materia e Spazio, 90 Scultori a Udine - Museo d'Arte Moderna - Udine
- Un'Idea Meccanica - Civica Galleria Arte Contemporanea - Ascoli Piceno
- Omaggio a Marino Marini - Vismara Arte Contemporanea – Milano
- 1990 - Scultura alla Villa Reale di Monza, Ipotesi di Musei Civici per otto sculture contemporanee - Monza
- Italia ’90 il percorso della Scultura - Milano
- 1991 - Europaische Dialoge - Museum Bochum - Germania
- Il Miraggio della Liricità , Arte Astratta in Italia - Liljevalchs Konsthall - Stockholm
- I Mostra Internazionale all'Aperto Città di Legnano - Legnano
- 35 X Skupturen - Vera von Laer Gallery - Knokke - Belgio
- 1995 - Costellazione percorsi e linguaggi - Centro Culturale Sardo - Milano
- 1999 - Dialogo met Peter Royen - Galerie Conny van Kasteel - Egmond Aan Zee
- Arte per Assisi - Palazzo Reale - Milano
- Naturrarte 1999 - Lodigiano
- 2001 - Een keus uit internationale Beeldhouwers - De Amsteltuin - Amsterdam
- 2002 - Balderi incontra Anthonie Sas - Galerie Numaga - Colombier
- KCB - Bergen - Paesi Bassi
- Omaggio a Mondriaan 37 artisti intorno a un tavolo - Galerie Conny van Kasteel - Egmond Aan Zee
- Omaggio a Mondriaan 37 artisti intorno a un tavolo - Mondriaanmuseum - Amersfoort
- Omaggio a Mondriaan 37 artisti intorno a un tavolo - Kunstcentrum - Zaanstad
- Museum Kranenburgh - Bergen
- Beeldhouerscollectief - Aalsmeer
- Omaggio a Mondriaan 37 artisti intorno a un tavolo - Kunstceentrum - Zaandam
- 2003 - Dialogo con Anthonie Sas - Galerie Conny van Kasteel - Egmond Aan Zee
- Incontro con Umberto Mariani - Galerie Malichin - Baden-Baden
- 2004 - Incontro con Umberto Mariani - Galerie Malichin - Baden-Baden
- Beelden in Bergen - Museum Kranenburgh - Bergen
- 2007 - "https://iicmontevideo.esteri.it/iic_montevideo/it/gli_eventi/calendario/piccole-opere-d-arte-di-grandi-maestri.html[collegamento interrotto]- Istituto italiano di Cultura - Montevideo (Uruguay)
- 2013 - Milano e gli anni della grande speranza - Università Bocconi - Milano

### Libri
- Ulrich Geril, Iginio Balderi, in Plastik der e-Berlino, 1961.
- Franco Russoli, Iginio Balderi: mostra personale, Milano, Galleria Minima, 22 marzo 1963, OCLC 920983918.
- (NL) Pierre Janssen (a cura di), Keukenhof 1964, Zeist, Nederlandse Kunststichting, 1964, OCLC 740263111.
- Guido Ballo, La linea dell'arte italiana, Milano, Edizioni Mediterranee, 1964, OCLC 187081336.
- Gillo Dorfles, Iginio Balderi, Milano, Galleria dell'Ariete, 1965, OCLC 78697748.
- Luciano Caramel, Iginio Balderi, Milano, Galleria dell'Ariete, 16 giugno 1969, OCLC 65825660.
- (EN) J. J. de Lucio-Meyer, Iginio Balderi, in Visual aesthetics, Londra, Lund Humphries, 1973, OCLC 251345198.
- Enrico Crispolti, Volterra 73: sculture, ambientazioni, visualizzazioni, progettazione per l'alabastro, problemi del centro storico, Firenze, Centro DI, 1973, OCLC 878455628.
- Sculture contemporanee nello spazio urbano. Kengiro Azuma, Iginio Balderi, Giacomo Benevelli, Gianfranco Pardi, Giò Pomodoro, Carlo Ramous, Mauro Staccioli. Giugno-luglio 1973, Parma, Tipo-lito Nuova Step, 1973, OCLC 1101277.
- (NL, IT) Franco Russoli, Iginio Balderi: Zeven variaties op een tema, Amsterdam, Stedelijk Museum, 11 marzo 1974, OCLC 1953724.
- (FR) Giuseppe Marchiori, Iginio Balderi, Bruxelles, Musée d'Ixelles, 1974, OCLC 902192802.
- (DE) Eduard Trier, Iginio Balderi, Duisburg, Lehmbruck-Museum, 13 settembre 1974.
- Gian Alberto Dell'Acqua, Sculture nel centro di Castiglione Olona, Castiglione Olona, 1975.
- Luciano Caramel, Iginio Balderi, Galleria Auvernier, 14 aprile 1978.
- Emilio Pico, Tre scultori al collegio Cairoli, Pavia, 16 febbraio 1980.
- Eligio Cesana, La struttura emergente e i linguaggi espropriati, in 30 anni d'arte italiana: 1950-1980, vol. 2, Lecco, 1981, OCLC 165526738.
- Marco Meneguzzo, Catalogo mostra 9x82, Auvernier, Galleria Numaga 2.
- Andrea B. Del Guercio, Iginio Balderi, Forte dei Marmi, Galleria comunale d'arte moderna, 1984, OCLC 886348019.
- Andrea B. Del Guercio, Scultura astratta a Milano: ricerche plastiche dopo l'informale (1960-1965), Postumia, Gazoldo degli Ippoliti, 1997, OCLC 313029517.

### Pubblicazioni
- Walter Schönenberger, Iginio Balderi, in Art International, n. 37, Ginevra, 1963.
- Raffaele Carrieri, La Babele di Roma, in Epoca, Milano, 19 dicembre 1965, ISSN 0013-9718 (WC · ACNP).
- (DE) Eduard Trier, Eingriffe in die Stadt: Volterra 73, in Das Kunstwerk, n. 6, 1973, ISSN 0023-561X (WC · ACNP), OCLC 888383761.
- (NL) Hans Redeker, Iginio Balderi of de Perfectie in de Plastiek, in NRC Handelsblad, 22 marzo 1974, ISSN 0002-5259 (WC · ACNP).
- (NL) Max van Rooy, Tussen Stedelijk en Balans, in NRC Handelsblad, 29 marzo 1974, ISSN 0002-5259 (WC · ACNP).
- (NL) Fredrik Kielk, Wirte Waarheid vari Gladde Vormen, in Het Parool, 4 aprile 1974, ISSN 1389-2975 (WC · ACNP).
- Emilio Isgrò, Le due forme che dominano il mondo, in Tempo, 26 aprile 1974.
- Luigi Carluccio, Iginio Balderi: variazione di forme, in Panorama, 23 maggio 1974.
- (NL) Hans Redeker, Iginio Balderi, in Het Parool, 23 novembre 1975, ISSN 1389-2975 (WC · ACNP).
- (NL) Dolf Welling, Balderi, in Haagsche Courant, 25 novembre 1975.
- (NL) Mathilde Visser, Iginio Balderi, in Dagblad, 28 novembre 1975.
- Gillo Dorfles, Iginio Balderi, in Scultura, marzo 1981, ISSN 0393-2524 (WC · ACNP).
- Francesco Vincitori, Iginio Balderi, in L'Espresso, 2 aprile 1981.
- Giovanni Schiavocampo, Iginio Balderi, in Diario degli anni ‘70, n. 100, 1982.
- Diego Accardo, Iginio Balderi, in Diario degli anni ‘70, n. 94, febbraio 1983.